# SAO katalog
SAO katalog (anglicky Smithsonian Astrophysical Observatory Star Catalog) je astrometrický hvězdný katalog vytvořený Smithsonian Astrophysical Observatory v roce 1966. Obsahuje údaje o 258 997 hvězdách s přesnými měřeními jejich poloh a vlastních pohybů pro epochu a rovnodennost 1950.0. Katalog byl vytvořen na základě tehdy dostupných nejlepších astrometrických zdrojů, jako jsou katalogy AGK1, AGK2, FK4, General Catalogue (GC), Cape Zone a další hvězdné katalogy.

## Historické pozadí
SAO katalog vznikl jako odpověď na rostoucí potřebu přesných hvězdných dat pro aplikace v astronomii i geodézii. V 60. letech 20. století bylo klíčové získat jednotný zdroj informací o hvězdách s přesností vhodnou pro astrometrii a satelitní navigaci. Tento katalog byl jedním z prvních, který spojil údaje z několika existujících katalogů do jednotného systému. Díky tomu se stal významným nástrojem pro sledování pohybu hvězd a dalších astronomických objektů.

## Struktura katalogu
Katalog obsahuje hvězdy do zhruba 9. magnitudy a jejich údaje o vlastních pohybech, což z něj činí užitečný nástroj i pro studium hvězdné statistiky. V první verzi byly pozice hvězd uvedeny pro epochu 1950.0, ale v pozdějších verzích byly přepočítány na epochu J2000.0.
Názvy hvězd v SAO katalogu začínají zkratkou SAO, následovanou číslem, které je přiděleno podle 18 pásem deklinace o šířce 10°. V rámci každého pásma jsou hvězdy seřazeny podle rektascenze.

## Doplňkové materiály
Katalog byl doplněn o sadu 152 hvězdných map, které pokrývají celou oblohu v překrývajících se částech o velikosti 20×20°. Mapy byly vytvořeny s ohledem na použití speciálních satelitních kamer.

## Historie a online verze
Původní verze SAO katalogu byla publikována ve čtyřech svazcích a obsahovala data přístupná i v počítačově čitelném formátu. Online verze katalogu byla vytvořena HEASARC v březnu 2001 na základě charakterově kódované verze připravené T.A. Nagym v roce 1979. Tato verze byla následně upravována po následující dekádu.

## Význam katalogu
SAO katalog má klíčový význam nejen pro astrometrii, ale i pro další obory astronomie. I přes existenci novějších a rozsáhlejších katalogů, jako jsou Hipparcos nebo Gaia, zůstává důležitým zdrojem pro sledování dlouhodobých pohybů hvězd. Používá se například při výpočtu vlastních pohybů hvězd, analýze jejich prostorové distribuce a při plánování kosmických misí.

## Příklady hvězd v SAO katalogu
- SAO 67174: Vega
- SAO 113271: Betelgeuze
- SAO 40012: HD 277559
- SAO 158687: Hvězda, která byla zakryta planetou Uran v roce 1977, což vedlo k objevu prstenců kolem Uranu.[4]